# 唐玲玲
唐玲玲（1971年—），湖北襄阳人，汉族，中华人民共和国政治人物、第十二届全国人民代表大会湖北地区代表。
毕业于武汉广播电视大学行政管理专业。加入中国共产党。2013年，担任全国人大代表。